# Kézilabda a 2015. évi nyári európai ifjúsági olimpiai fesztiválon
A 2015. évi nyári európai ifjúsági olimpiai fesztiválon a kézilabda mérkőzéseit Tbilisziben rendezték.

## Összesített éremtáblázat
| A 2015. évi nyári európai ifjúsági olimpiai fesztivál összesített éremtáblázata kézilabdában | A 2015. évi nyári európai ifjúsági olimpiai fesztivál összesített éremtáblázata kézilabdában | A 2015. évi nyári európai ifjúsági olimpiai fesztivál összesített éremtáblázata kézilabdában | A 2015. évi nyári európai ifjúsági olimpiai fesztivál összesített éremtáblázata kézilabdában | A 2015. évi nyári európai ifjúsági olimpiai fesztivál összesített éremtáblázata kézilabdában | Olimpia  |
| -------------------------------------------------------------------------------------------- | -------------------------------------------------------------------------------------------- | -------------------------------------------------------------------------------------------- | -------------------------------------------------------------------------------------------- | -------------------------------------------------------------------------------------------- | -------- |
|                                                                                              | Ország                                                                                       | Arany                                                                                        | Ezüst                                                                                        | Bronz                                                                                        | Összesen |
| 1.                                                                                           | Franciaország                                                                                | 1                                                                                            | 0                                                                                            | 0                                                                                            | 1        |
|                                                                                              | Oroszország                                                                                  | 1                                                                                            | 0                                                                                            | 0                                                                                            | 1        |
| 3.                                                                                           | Dánia                                                                                        | 0                                                                                            | 1                                                                                            | 0                                                                                            | 1        |
|                                                                                              | Szlovénia                                                                                    | 0                                                                                            | 1                                                                                            | 0                                                                                            | 1        |
| 5.                                                                                           | Németország                                                                                  | 0                                                                                            | 0                                                                                            | 1                                                                                            | 1        |
|                                                                                              | Norvégia                                                                                     | 0                                                                                            | 0                                                                                            | 1                                                                                            | 1        |
|                                                                                              |                                                                                              |                                                                                              |                                                                                              |                                                                                              |          |
| Összesen                                                                                     | Összesen                                                                                     | 2                                                                                            | 2                                                                                            | 2                                                                                            | 6        |

## Érmesek

### Férfi torna
| A 2015. évi nyári európai ifjúsági olimpiai fesztivál érmesei férfi kézilabdában | A 2015. évi nyári európai ifjúsági olimpiai fesztivál érmesei férfi kézilabdában | A 2015. évi nyári európai ifjúsági olimpiai fesztivál érmesei férfi kézilabdában | A 2015. évi nyári európai ifjúsági olimpiai fesztivál érmesei férfi kézilabdában |
| -------------------------------------------------------------------------------- | -------------------------------------------------------------------------------- | -------------------------------------------------------------------------------- | -------------------------------------------------------------------------------- |
| Arany                                                                            | Ezüst                                                                            | Bronz                                                                            |                                                                                  |
| Franciaország                                                                    | Szlovénia                                                                        | Németország                                                                      |                                                                                  |

### Női torna
| A 2015. évi nyári európai ifjúsági olimpiai fesztivál érmesei női kézilabdában | A 2015. évi nyári európai ifjúsági olimpiai fesztivál érmesei női kézilabdában | A 2015. évi nyári európai ifjúsági olimpiai fesztivál érmesei női kézilabdában | A 2015. évi nyári európai ifjúsági olimpiai fesztivál érmesei női kézilabdában |
| ------------------------------------------------------------------------------ | ------------------------------------------------------------------------------ | ------------------------------------------------------------------------------ | ------------------------------------------------------------------------------ |
| Arany                                                                          | Ezüst                                                                          | Bronz                                                                          |                                                                                |
| Oroszország                                                                    | Dánia                                                                          | Norvégia                                                                       |                                                                                |